# Burgerbelangen Enschede
Burgerbelangen Enschede (BBE) werd in 1993 opgericht als Enschede Nu en is daarmee de oudste lokale politieke partij in de Overijsselse gemeente Enschede.
De partij kent geen ideologische basis, men beoogt gezamenlijk praktisch te kijken naar lokale belangen. Het is een vereniging van leden met verschillende politieke idealen die de belangen van de regio Twente en in het bijzonder van de burgers van de gemeente Enschede voorop stellen.

## Geschiedenis
De vereniging Burgerbelangen Enschede werd op 15 november 1993 opgericht door onder anderen André le Loux en Karel Ebbing. De naam waaronder aan de verkiezingen werd deelgenomen was Enschede NU. De partij is sinds de gemeenteraadsverkiezingen van 1994 vertegenwoordigd in de Enschedese gemeenteraad. Ze maakt sinds 2002 deel uit van de coalitie.
In 2002 sloot de lokale afdeling van de Algemeen Ouderen Verbond/Unie 55+ zich aan bij Enschede NU en werd een naamsverandering doorgevoerd. Sindsdien heet de partij 'Burgerbelangen Enschede'.

## Verkiezingen
Burgerbelangen Enschede behaalde bij de gemeenteraadsverkiezingen van 2002 drie zetels en nam hierna deel aan het college van burgemeester en wethouders. De partij behaalde bij de verkiezingen van 2006 drie zetels en maakte tot 2010 deel uit van de oppositie. Sinds de gemeenteraadsverkiezingen van 2010, waarin vier zetels behaald werden maakt ze opnieuw deel uit van het college van burgemeester en wethouders. In het toen gevormde college van B&W werd Hans van Agteren wethouder namens Burgerbelangen Enschede. De raadsfractie bestond uit de volgende gekozen leden: Niels van den Berg (fractievoorzitter), Ben Sanders, Andre le Loux en Marc Teutelink.  
Bij de gemeenteraadsverkiezingen van maart 2014 werden vijf zetels behaald. In het toen gevormde college van B&W werd Hans van Agteren wethouder namens Burgerbelangen Enschede. De raadsfractie bestond uit de volgende gekozen leden: Niels van den Berg (fractievoorzitter), Zehra Ceben, Ben Sanders, Barry Overink en Marc Teutelink.
Bij de gemeenteraadsverkiezingen van 2018 werden zeven zetels behaald en daarmee werd BBE na 25 jaar de grootste partij in Enschede. In het gevormde college van B&W werd Niels van den Berg wethouder namens Burgerbelangen Enschede en werd de fractie gevormd door Marc Teutelink (fractievoorzitter), Barry Overink, Ben Sanders, Zehra Ceben, Lourraine Lents, Gert Kel en Peter Brouwer. 
Bij de gemeenteraadsverkiezingen van 2022 werden tien zetels behaald en daarmee werd BBE na bijna 30 jaar wederom de grootste partij in Enschede. In het gevormde college van B&W werden Niels van den Berg en Marc Teutelink wethouder namens Burgerbelangen Enschede en werd de fractie gevormd door Barry Overink, (fractievoorzitter), Ben Sanders, Zehra Ceben, Lourraine Lents, Gert Kel en Peter Brouwer, Hans de Ruiter, Stef Heurman, Joffrey Vogelzang en Valerie Schrauwen. Stef Heurman is in 2022 na vijf maanden om gezondheidsredenen gestopt als raadslid en werd vervangen door eerste lijstopvolger Danny van Wakeren. 
In de coalities van 2018 en 2022 was Ben Sanders als het langstzittende raadslid de raadsnestor en plaatsvervanger van de burgemeester als voorzitter van de gemeenteraad. Tevens werd hij voorzitter van het presidium en eerste ambtsopvolger van de burgemeester.

## Vertegenwoordigers

### Wethouders
- Niels van den Berg (2018-)
- Marc Teutelink (2022-)

### Raadsleden
- Ben Sanders (2006-)
- Barry Overink (2014-)
- Zehra Ceben (2014-)
- Lorraine Lents (2018-)
- Gert Kel (2018-)
- Peter Brouwer (2018-)
- Hans de Ruiter (2022-)
- Valerie Schrauwen (2022-
- Nathasja Otter tijdelijke vervangster in 2024 en 2025.
- Joffrey Vogelzang (2022-)
- Danny van Wakeren (2022-)

### Oud-wethouders
- Hans van Agteren - 2010-2018
- André le Loux - 2002-2006

Ere leden
- Jacques Schoeman
- Andre le Loux - Ere Vz.
- John Vluttert

### Oud-raadsleden
- Stef Heurman (2018-2018)
- Niels van den Berg (2010-2018)
- Marc Teutelink (2010-2022)
- André le Loux (2010-2014)
- Albert Veldt (2010-2014)
- Roel Blaauw (2006-2010)
- Hans van Agteren (2006-2010)
- Bertus Ascherman (2002-2006)
- Yasmine Ceseric (2002-2004)
- Andre le Loux (2000-2002)
- Jacques Schoeman (1998-2006)
- Roel Blauw (1998-2000)
- Beppie Lietke (1998-2004)
- Dick Melissie (1994-1998)

## Aschermanprijs
Burgerbelangen Enschede kent de 'Bertus Ascherman-prijs'. Deze is vernoemd naar Bertus Ascherman, oud-raadslid, fractiemedewerker en vrijwilliger van de partij (vóór de fusie met AOV/Unie55+). De Aschermanprijs is een jaarlijkse prijs die wordt uitgereikt aan iemand die zich naar de mening van de jury als vrijwilliger uitzonderlijk heeft ingezet of nog inzet voor de gemeente Enschede en haar inwoners.